# Leuk (huyện)
Huyện Leuk (tiếng Pháp: District du Leuk, tiếng Đức: Bezirk Leuk) là một huyện hành chính của Thụy Sĩ. Huyện này thuộc bang Bang Valais. Huyện Leuk có diện tích 336 km², dân số theo thống kê của cục thống kê Thụy Sĩ năm 1999 là 12162 người. Trung tâm của huyện đóng ở Leuk. Mã của huyện là 2306.